# Ana Isabel Noguera Montagud
Ana Isabel Noguera Montagud (Krefeld, Rin del Nord-Westfàlia, 2 de setembre de 1964) és una política socialista valenciana, diputada a les Corts Valencianes en la VI i VII legislatures.

## Biografia
Filla d'emigrants, el 1965 va tornar a València amb la seva família. Es llicencià en Filosofia i Lletres per la Universitat de València, on es doctorà el 1996. Ha format part del consell de redacció de la revista Temas.
Militant d'UGT des del 1987 i del PSPV-PSOE des de 1983, entre 1991 i 1995 formà part de l'executiva comarcal a València Ciutat, el 1994 del Comitè Federal del PSOE i el 1997 de la Comissió Executiva Federal. Des del 2003 és la Secretària de Cultura de l'Executiva del PSPV. Ha estat regidora de l'ajuntament de València el 1995-2003 i diputada per la província de València a les eleccions a les Corts Valencianes de 2003 i 2007. El 2011 fou destinada al Consell Valencià de Cultura. També és professora a la UNED.

## Obres
- Un lunar en el labio El Nadir, (2008)
- La otra crisis: Ciudadanía y Democracia